# Meliosma longepedicellata
Meliosma longepedicellata är en tvåhjärtbladig växtart som beskrevs av Cornejo. Meliosma longepedicellata ingår i släktet Meliosma och familjen Sabiaceae. Inga underarter finns listade.